# Marpissa leucophaea
Marpissa leucophaea är en spindelart som beskrevs av Arthur Urquhart 1888. Marpissa leucophaea ingår i släktet Marpissa och familjen hoppspindlar. Inga underarter finns listade i Catalogue of Life.